# Pisak
Pisak falu Horvátországban Split-Dalmácia megyében. Közigazgatásilag Omišhoz tartozik. 

## Fekvése
Splittől légvonalban 36, közúton 42 km-re, községközpontjától 17 km-re délkeletre, az Omiši Dinári-hegység lejtői alatt, Brač szigetével átellenben a tengerparton fekszik. Áthalad rajta az Adria-parti főút. Két településrészből Fistanićiból és Kuzmanićiból állt, melyeket az azonos nevű családokról neveztek el. Az Omiši riviéra egyik legjelentősebb kikötőjével rendelkezik

## Története
A kis halászfalu Lokva Rogoznica egyik telepeként keletkezett feltehetően a 18. században, ekkor épült régi temploma is. Lakói a halászat mellett mezőgazdaságból éltek, melynek legfontosabb terményei a szőlő és az olajbogyó voltak. Halászkikötőjét a 19. században építették ki, de az egykori jelentős halászflottából mára kevés maradt. 1880-ban 48, 1910-ben 224 lakosa volt. 1918-ban az új szerb-horvát-szlovén állam, majd később Jugoszlávia része lett. A háború után a szocialista Jugoszláviához került. 1948 előtt Lokva Rogoznicához tartozott. 1962-ben kiépült az Adria-parti főút, a mai 8-as számú főútvonal, mely jelentősen fellendítette a turizmust. 1991 óta a független Horvátországhoz tartozik. 2011-ben a településnek 202 lakosa volt, akik főként a turizmusból éltek.

## Lakosság
| Lakosság változása | Lakosság változása | Lakosság változása | Lakosság változása | Lakosság változása | Lakosság változása | Lakosság változása | Lakosság változása | Lakosság változása | Lakosság változása | Lakosság változása | Lakosság változása | Lakosság változása | Lakosság változása | Lakosság változása | Lakosság változása |
| ------------------ | ------------------ | ------------------ | ------------------ | ------------------ | ------------------ | ------------------ | ------------------ | ------------------ | ------------------ | ------------------ | ------------------ | ------------------ | ------------------ | ------------------ | ------------------ |
| 1857               | 1869               | 1880               | 1890               | 1900               | 1910               | 1921               | 1931               | 1948               | 1953               | 1961               | 1971               | 1981               | 1991               | 2001               | 2011               |
| 0                  | 0                  | 48                 | 79                 | 92                 | 227                | 0                  | 0                  | 214                | 212                | 183                | 147                | 118                | 116                | 208                | 202                |

(1857-ben, 1869-ben, 1921-ben és 1931-ben lakosságát Lokva Rogoznicához számították. Csak 1948-tól számít önálló településnek.)

## Nevezetességei
Szent Márk evangélista tiszteletére szentelt római katolikus temploma a tenger feletti sziklaszirten áll. A 18. században építtette az omiši Franceshi Perinović család. Egyhajós épület kis szögletes apszissal, melyhez 1906-ban építették a harangtornyot. A harangtorony felül piramisban végződik, alatta a harangok szintjén mind a négy oldalon nagy íves nyílások találhatók. Homlokzata felett kőkereszt látható. Oltárnak képe Szent Márkot ábrázolja. Az 1962-es földrengésben megrongálódott, de helyreállították. 1999-ben teljes tetőzetét és belső terét felújították, ennek költségeit nagyrészt a hívek fedezték. 